# Ferdinand Hodler
Ferdinand Hodler   (Berna, 14 de març de 1853 - Ginebra, 19 de maig de 1918) va ser un dels pintors suïssos més coneguts del segle xix.

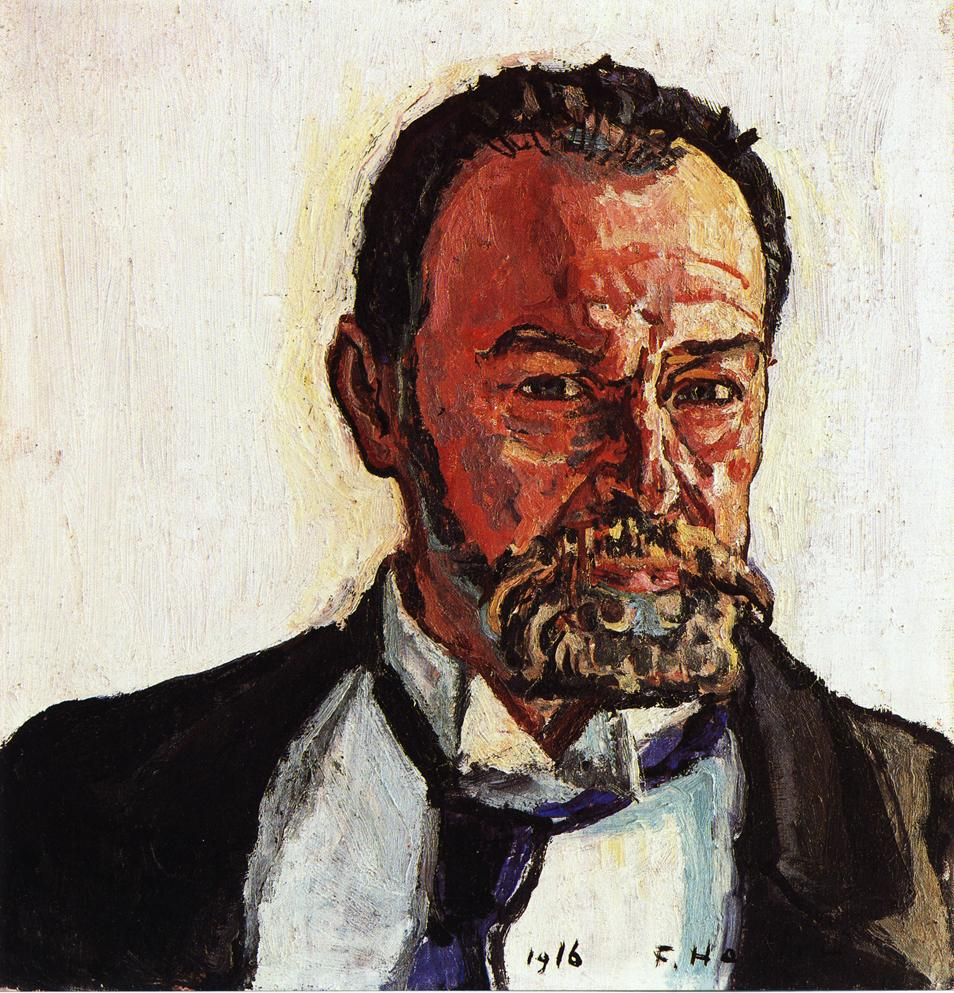
Autoretrat

Els seus primers treballs van ser retrats, paisatges i pintures de gènere en estil realista. Més tard va adoptar una forma personal de simbolisme artístic que ell anomenà Paral·lelisme.
Hodler nasqué a Berna. Als 8 anys el pare i dos germans de Hodler moriren de tuberculosi. Als 14 anys Hodler també va perdre la seva mare de la mateixa malaltia. Finalment la tuberculosi va acabar matant tots els seus germans i Hodler va adquirir una consciència poderosa de la mortalitat.
El 1871 viatjà a peu a Ginebra on començà la seva carrera de pintor. Va assistir al Collège de Genève i en el museu copià obres d'Alexandre Calame. El 1873 va ser estudiant al Barthélemy Menn, i investigà els escrits sobre les proporcions de Dürer.
Viatjà a Basilea el 1875, on estudià les pintures de Hans Holbein. Viatjà a Madrid el 1878, on estudià les obres des Ticià, Poussin i Velázquez al Museu del Prado.
El 1884, Hodler conegué Augustine Dupin (1852–1909), qui va ser la seva companya i model. El seu fill, Hector Hodler—qui fundaria l'Associació Universal d'Esperanto el 1908—nasqué el 1887.

## Paral·lelisme

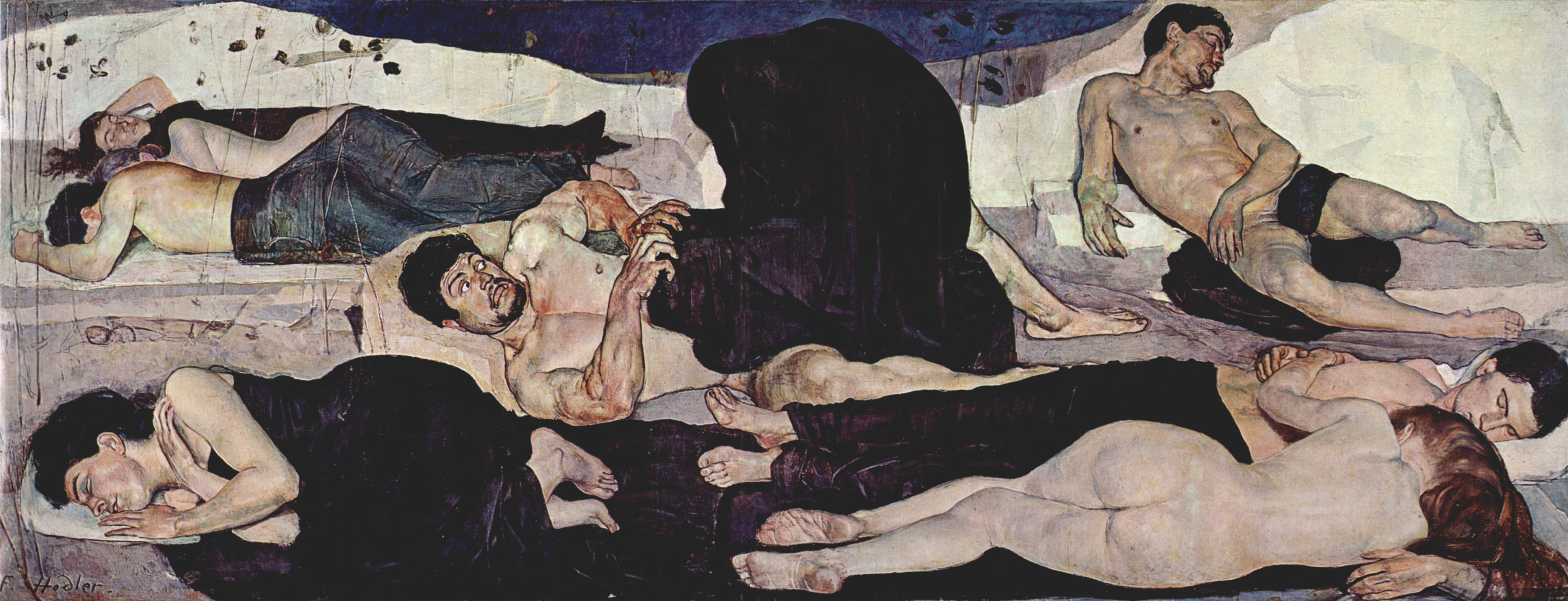
Nit, 1889-1890, Berna, Kunstmuseum

A la darrera dècada del segle xix Hodler va combinar les influències del simbolisme i l'art nouveau. Hodler va desenvolupar el seu estil que anomenà "Paral·lelisme" on posava èmfasi en la simetria i el ritme, que segons ell, eren la base de la societat humana.
Hodler va pintar grans quadres de temes històrics, sovint de tema patriòtic. Per exemple pintà al fresc La Batalla de Marignan on els suïssos havien perdut.
La fase final de l'obra de Hodler era expressionista

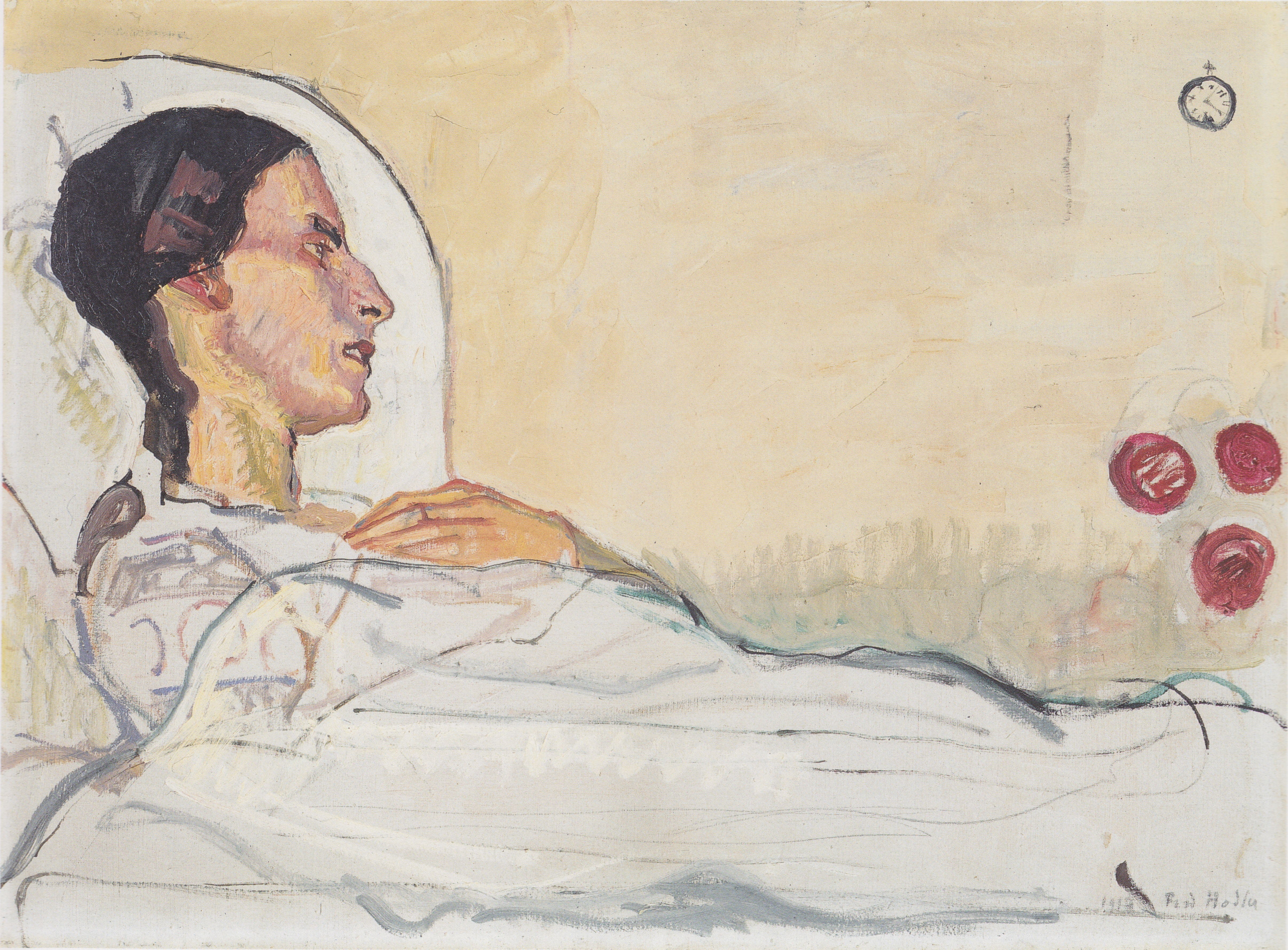
Valentine Godé-Darel (1914)

L'any 1914 Hodler condemnà les atrocitats comeses pels alemanys usant artilleria a Reims. Per aquest motiu els museus alemanys van excloure la seva obra.

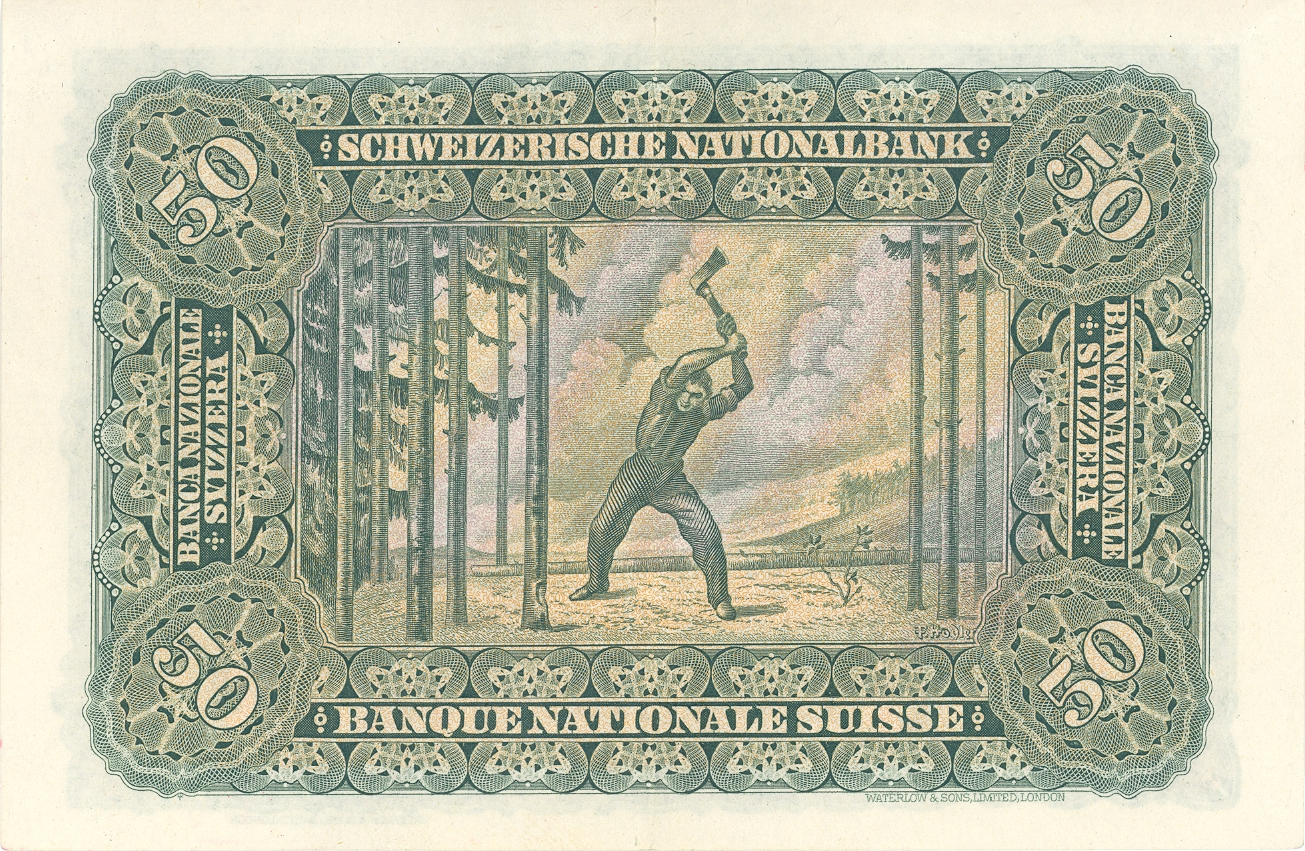
Bitllet de banc suís de 1911 Sèrie 2a, Der Holzfäller per Hodler